# (36357) 2000 OQ2
2000 OQ2 (asteroide 36357) é um asteroide da cintura principal. Possui uma excentricidade de 0.16175980 e uma inclinação de 2.65591º.
Este asteroide foi descoberto no dia 28 de julho de 2000 por Crni Vrh em Crni Vrh.